# Pető Tibor (diplomata)
Pető Tibor (Szombathely, 1958. február 27. –) magyar diplomata, nagykövet, az Információs Hivatal igazgatója, majd főigazgatója, tábornok.

## Pályafutása
1982-ben szerzett diplomát a Marx Károly Közgazdaságtudományi Egyetem nemzetközi kapcsolatok szakán, 1986-ban lépett külügyi szolgálatba. 1990-ig az Európai Biztonsági és Együttműködési Értekezlet magyar tárgyalóbizottságának tagja, majd 1995-ig Magyarország bonni nagykövetségének tanácsosa volt. 1995-98 között az Információs Hivatal (magyar polgári hírszerzés, rövidítve: IH) adminisztrációs igazgatója volt (nagykövetségi tanácsosi címét megtartva). 1998-tól 2002-ig az IH főigazgatója lett. 2003-tól 2008-ig nagykövetként szolgált Kairóban, Szudánban is akkreditálva. 2012-ben áthelyezték Magyarország prágai nagykövetsége élére, 2017-ig volt csehországi nagykövetünk. 2017-ben nevezték ki Magyarország pozsonyi nagykövetsége élére, a felmentés és a kinevezés egyaránt 2017. augusztus 21-én jelent meg a Magyar Közlönyben.
Az Információs Hivatal adminisztratív igazgatói tisztét 1998-ban ezredesi rangban töltötte be. Altábornagyi kinevezése - vezérőrnagyi rangról - 2011. március 15-én kelt.
Németül, angolul és oroszul beszél, nős, két lánya van.